# 里夏德·赫尔曼
里夏德·赫尔曼（德語：Richard Herrmann，1923年1月28日—1962年7月27日），德国男子足球运动员，场上位置是前锋。他曾代表西德国家队参加1954年国际足联世界杯，结果队伍获得冠军。